# Hymenophyllum wilsonii
Hymenophyllum wilsonii é um pequeno feto leptosporangiado, frágil e perene, pertencente à família Hymenophyllaceae, que forma grandes colónias densas a partir de rizomas rastejantes.

## Descrição

### Morfologia
Hymenophyllum wilsonii é um pequno feto perene, com até 8 cm de comprimento, frondes planas, com lâmina foliar com poucos segmentos. As frondes têm forma lanceolada a elíptica, com apenas uma camada celular de espessura, de coloração verde-escura a acastanhada, quase transparente e sem estomas. Os folíolos são em forma de linha, alados, com margens finas dentadas e uma nervura central claramente visível, e fazem um ângulo com o pecíolo, pelo que as folhas têm mais volume em contraste com outras Hymenophyllaceae. O pecíolo é filiforme e mais curto do que a folha, brotando de um rizoma filiforme, rastejante e sem tricomas.
Os soros ocorrem na margem da folha, são discretas e estão protegidas por um indúsio bivalve, sem recetáculo saliente como em Trichomanes, e não são dentados.

### Distribuição e habitat
A espécie Hymenophyllum wilsonii, também conhecido como Hymenophyllum unilaterale, é uma espécie de feto da família das Hymenophyllaceae, estreitamente relacionado com o Hymenophyllum tunbrigense. É uma planta litófita que cresce frequentemente em colónias em rochas siliciosas, frequentemente cobertos de musgos, em ambientes muito húmidos, sombreados e verticais, muitas vezes em ravinas perto de quedas de água. A planta forma tapetes densos, onde, ao contrário de Hymenophyllum tunbrigense, as lâminas não são pressionadas contra o substrato, mas inclinadas com a mesma orientação.
Ocorre em regiões de clima temperado e clima subtropical, principalmente nas ilhas da Macaronésia (Ilhas Canárias, Madeira e Açores), Irlanda, oeste da Grã-Bretanha (Escócia, País de Gales, Região dos Lagos) e Noruega. Tem uma seleção de habitat e uma área de distribuição semelhantes às do mais raro H. tunbrigense. A espécie é abundante nos arquipélagos da Macaronésia, nomeadamente nos Açores, onde surge em todas as ilhas à excepção da ilha Graciosa e da ilha de Santa Maria; surge na ilha da Madeira e nas Canárias.

### Taxonomia
Esta planta foi descrita pela primeira vez por Antoine Laurent Apollinaire Fée em 1869. Foi identificada no noroeste da Europa atlântica (oeste de França (Finistère, Manche, Ilhas Britânicas, Noruega), Ilhas atlânticas (Açores, Madeira, Canárias, Cabo Verde), bem como Reunião e Chile. Cresce em rochas muito húmidas, por exemplo em rochas no caos de Huelgoat (Finistère) ou nos cumes dos Monts d'Arrée ou em rochas expostas aos ventos atlânticos no County Kerry na Irlanda.
O nome botânico Hymenophyllum é um composto do grego antigo ὑμήν, humēn (membrana) e φύλλον, phullon (folha). A designação da espécie wilsonii é uma homenagem ao briólogo britânico William Wilson (1799-1871), que primeiro distinguiu a espécie de Hymenophyllum tunbrigense.

## Galeria
- Deatlahe de frondes de Hymenophyllum wilsonii, mostrando os indúsios.
- Colónia de Hymenophyllum wilsonii.
- Hymenophyllum wilsonii no seu habitat (próximo de Kendal, Cumbria, Inglaterra).
- Hymenophyllum wilsonii (Godøy, Noruega).